# سینا مطلبی
سینا مطلبی (زادهٔ ۱ اردیبهشت ۱۳۵۲، تهران) روزنامه‌نگار، وبلاگ نویس و از سردبیران شبکه تلویزیونی بی‌بی‌سی فارسی پسر سعید مطلبی فیلمنامه‌نویس سریال ستایش است. او هم چنین همسر فرناز قاضی‌زاده می‌باشد این دو در سال ۱۳۷۸ در روزنامه نشاط آشنا شدند و در مهر ۱۳۸۰ ازدواج کردند. حاصل این ازدواج، مانی، پسر آنهاست که در شهریور سال ۱۳۸۱ به دنیا آمد.